# Paduniella amurensis
Paduniella amurensis är en nattsländeart som beskrevs av Martynov 1934. Paduniella amurensis ingår i släktet Paduniella och familjen tunnelnattsländor. Inga underarter finns listade i Catalogue of Life.